# 聯志國際控股
聯志國際控股有限公司，簡稱聯志國際控股，以及聯志國際（英語：Combine Will International Holdings Limited，SGX：N0Z），在1992年由譚祖德先生創立。
業務主要在中國內地經營玩具注塑模具、銷售機械產品等，總部位於香港新界大埔汀角路51A號太平工業中心4座901至3室。股份在2008年6月23日於新加坡交易所主板上市。招股價為0.23坡元，配售股份為88,000,000股，集資額為20,240,000坡元。

## 連結
- CombineWill.com （页面存档备份，存于）